# 統計的ばらつき
統計的ばらつき（とうけいてきばらつき、英: Statistical Dispersion, Statistical Variability）は、データ群の様々な観点でのばらつきの尺度を表す。データの傾向を表す要約統計量は様々である。換言すれば、ばらつきとは母集団の各メンバーの測定値の差異の定量化である。

平均は同じだが分散が異なる2つの母集団からのサンプルの例。青い個体群は、赤い個体群よりもはるかに分散しているのが分かる。

## 統計的ばらつきの尺度
統計的ばらつきは、全データが同じであればゼロとなり、データ間の差異が大きければ大きいほどばらつきも大きくなる。ばらつきを示す重要な値として標準偏差がある。標準偏差は分散の平方根で表される（分散自体もばらつきを示す値である）。
その他の同様の統計量として、範囲、四分位範囲、平均差、平均絶対偏差などがあり、確率変数の場合には離散エントロピーもある。これらはいずれも負の値にはならず、最小値はゼロである。
統計的ばらつきの尺度は、位置不変で線形である場合に特に有用である。確率変数 X のばらつきが SX であるとき、その線型写像 Y=aX+b（a と b は実数）のばらつきは SY=|a|SX となる。経験主義的な科学では、同じ量の測定を繰り返し行った場合の測定値の差異として統計的ばらつきが具体的に出現する。

## 統計的ばらつきの発生する要因
物理学関連において統計的ばらつきが表れるのは、単なる測定誤差の場合もある。測定機器の再現性は必ずしも完璧ではない（正確度と精度）。測定対象が変化しておらず、安定していると仮定するなら、測定値のばらつきは誤差にその原因を求められる場合もある。
生物学関連では、このような仮定は正しくない。観測されたばらつきは、その現象に特有のものかもしれない。例えば、個体差の影響が非常に重要かもしれない。
統計的ばらつきは製品製造でも見られる。
ある量が一定であると仮定するモデルは、それが持続性があるときだけ有効である。各現象に即して、そのような単純化が妥当かを判断する必要がある。